# بنو دلف
بنو دلف أو الإمارة العجلية بنو دلف بطن من بكر بن وائل من العدنانية، وهم بنو دلف بن جشم بن قيس بن سعد بن عجل بن لحيم بن صعب بن علي بن بكر  ، أسسو إمارة لهم في الكرج زمن الخلافة العباسية، كما يطلق عليهم اسم بنو عجل إيضاً نسبه إلى جدهم عجل بن لجيم.
مؤسس هذه الإمارة هو أبو دلف العجلي واسمه القاسم بن عيسى بن إدريس بن معقل، من بني عجل بن لجيم، الذي ولاه الخليفة العباسي هارون الرشيد إمارة إقليم الجبل والتي تعرف بالكرج، وتعاقب على حمكها أبنائه وأحفاده من بعده، حتى سقطت على يد أمير أصبهان عيسى النوشري، وقتل آخر حكامها أبو ليلي الحارث بن عبد العزيز العجلي وقطع رأسه وحمل إلى أصبهان ثم إلى بغداد في أواخر عام 284هـ.

## حكام إمارة بنو دلف
| الحاكم                        | بداية حكمه | نهايه حكمه |
| ----------------------------- | ---------- | ---------- |
| أبو دلف القاسم بن عيسى        | -          | 840 م      |
| عبد العزيز بن أبي دلف         | 840 م      | 874 م      |
| دلف بن عبد العزيز             | 874 م      | 879 م      |
| أبو العباس أحمد بن عبد العزيز | 879 م      | 893 م      |
| عمر بن عبد العزيز             | 893 م      | 896 م      |
| أبو ليلي الحارث بن عبد العزيز | 896 م      | 897 م      |